# Nicky Katt
Nicky Katt, pseudonimo di Agustin Islas (Acapulco, 11 maggio 1970 – Burbank, 8 aprile 2025), è stato un attore statunitense.

## Biografia
Nacque ad Acapulco da Agustin Islas, bassista della band messicana El Klan, e Carol Katt, una designer di costumi originaria del Dakota del Sud; venne battezzato con lo stesso nome del padre, ma prese lo pseudonimo di "Nicky Katt" quando cominciò a recitare da bambino, unendo il cognome della madre con il nome suggeritogli da Harvey Korman.
Iniziò la sua carriera ottenendo piccole parti in alcune serie tv, come i Visitors o Herbie, the Love Bug. Entrò nel mondo del cinema nel 1992 ottenendo un piccolo ruolo in Sister Act - Una svitata in abito da suora, seguito dal film di Richard Linklater La vita è un sogno. Divenne noto per aver interpretato un ruolo nella serie tv Boston Public di David E. Kelley. Partecipò come co-protagonista in diversi film e ricevette diverse considerazioni per le sue prestazioni in L'inglese e SubUrbia. Prestò la sua voce per doppiare il personaggio Atton Rand nel videogioco Star Wars: Knights of the Old Republic II: The Sith Lords.
Ritiratosi dalle scene negli ultimi anni, ha vissuto a Ben Lomond, dove si prendeva cura della madre, fino alla morte di lei nel 2023. Si è poi trasferito a Burbank, dove è morto suicida l'8 aprile 2025.

## Filmografia parziale

### Cinema
- Balle spaziali 2 - La vendetta (Martians Go Home), regia di David Odell (1989)
- L'erba del vicino (The 'Burbs), regia di Joe Dante (1989)
- Sister Act - Una svitata in abito da suora (Sister Act), regia di Emile Ardolino (1992)
- La vita è un sogno (Dazed and Confused), regia di Richard Linklater (1993)
- American Yakuza, regia di Frank Cappello (1993)
- Amici per sempre (The Cure), regia di Peter Horton (1995)
- Doom Generation (The Doom Generation), regia di Gregg Araki (1995)
- Strange Days, regia di Kathryn Bigelow (1995)
- Il momento di uccidere (A Time to Kill), regia di Joel Schumacher (1996)
- SubUrbia, regia di Richard Linklater (1996)
- Johns, regia di Scott Silver (1996)
- Batman & Robin, regia di Joel Schumacher (1997)
- Phantoms, regia di Joe Chappelle (1998)
- La voce dell'amore (One True Thing), regia di Carl Franklin (1998)
- L'inglese (The Limey), regia di Steven Soderbergh (1999)
- 1 km da Wall Street (Boiler Room), regia di Ben Younger (2000)
- Regole d'onore (Rules of Engagement), regia di William Friedkin (2000)
- Le vie della violenza (The Way of the Gun), regia di Christopher McQuarrie (2000)
- Waking Life, regia di Richard Linklater (2001)
- Insomnia, regia di Christopher Nolan (2002)
- Full Frontal, regia di Steven Soderbergh (2002)
- School of Rock (The School of Rock), regia di Richard Linklater (2003)
- Riding the Bullet, regia di Mick Garris (2004)
- Sin City, regia di Frank Miller, Robert Rodriguez e Quentin Tarantino (2005)
- World Trade Center, regia di Oliver Stone (2006)
- Snow Angels, regia di David Gordon Green (2007)
- Grindhouse - A prova di morte (Death Proof), regia di Quentin Tarantino (2007)
- Grindhouse - Planet Terror, regia di Robert Rodriguez (2007)
- Il buio nell'anima (The Brave One), regia di Neil Jordan (2007)
- Harold, regia di T. Sean Shannon (2008)
- Il cavaliere oscuro (The Dark Knight), regia di Christopher Nolan (2008)
- Lo spaventapassere (The Sitter), regia di David Gordon Green (2011)

### Televisione
- Herbie, the Love Bug – serie TV, 5 episodi (1982)
- Friends – serie TV, episodio 2x21 (1996)
- Boston Public – serie TV, 49 episodi (2000-2002)
- Dietro i candelabri (Behind the Candelabra), regia di Steven Soderbergh – film TV (2013)

## Doppiatori italiani
Nelle versioni in italiano delle opere in cui ha recitato, Nicky Katt è stato doppiato da:
- Christian Iansante in L'inglese, Boston Public, Full Frontal, Detective Monk
- Massimo De Ambrosis in Amici per sempre, Phantoms
- Stefano Mondini ne Il momento di uccidere, Friends
- Ernesto Maria Rossi in La vita è un sogno
- Stefano Albertini in American Yakuza
- Fabrizio Vidale in Batman & Robin
- Davide Lepore in La voce dell'amore
- Alberto Angrisano in 1 km da Wall Street
- Riccardo Rossi in Regole d'onore
- Edoardo Nordio in Waking Life
- Angelo Maggi in Insomnia
- Nanni Baldini in Sin City
- Vittorio Guerrieri in Grindhouse - Planet Terror
- Franco Mannella ne Il buio nell'anima
- Davide Marzi in Lo spaventapassere
- Simone Mori in Dietro i carabinieri